# Marc-André Morin
Pour les articles homonymes, voir Morin.
Marc-André Morin, né le 13 mars 1951 à Prévost, au Québec, est un homme politique canadien. Lors de l'élection fédérale du 2 mai 2011, il est élu député de la circonscription de Laurentides—Labelle sous la bannière du Nouveau Parti démocratique.

## Biographie
Il a travaillé dans la foresterie et dans le domaine de la construction, dont six ans comme contremaître et gérant de chantier à Watson Lake au Yukon.
Il a écrit dans le Journal des Citoyens, un journal communautaire qui depuis dix ans dessert 10 000 résidents des communautés de Prévost, Piedmont et Sainte-Anne-des-Lacs et il siège sur son conseil d’administration dont il a été président.
Depuis sa fondation en 2003, il est actif au sein du Comité régional pour la protection des falaises, dont l’action a mené à la création d’une aire protégée de 459 hectares dans un des plus beaux paysages des Laurentides.
En 2003 et en 2008 il a participé aux audiences du Bureau d'audiences publiques sur l'environnement (BAPE) à propos du site d'enfouissement de Sainte-Sophie.

### Carrière politique
Après son élection il devient membre du comité permanent des affaires étrangères et du développement international, du comité permanent du commerce international et du comité mixte permanent d'examen de la réglementation.
De septembre 2013 à la fin de son mandat il n'était plus membre que du comité permanent du commerce international.
Lors de l'assemblée d'investiture du NPD en vue des élections fédérales d'octobre 2015, qui a été tenue en mars, Marc-André Morin a été défait, les membres lui préférant le médecin Simon Pierre Landry. Celui-ci a été défait lors de l'élection générale.

### Résultats électoraux
|       | Candidat                    | Parti              | # de voix | % des voix |
|       | Guy Joncas                  | Conservateur       | +05 246,  | 9,27 %     |
|       | (sortant) Johanne Deschamps | Bloc québécois     | +17 799,  | 31,45 %    |
|       | Jean-Marc Lacoste           | Libéral            | +07 169,  | 12,67 %    |
|       | Marc-André Morin            | NPD                | +24 800,  | 43,83 %    |
|       | François Beauchamp          | Vert               | +01 423,  | 2,51 %     |
|       | Mikaël St-Louis             | Marxiste-léniniste | +00149,   | 0,26 %     |
| Total | Total                       | Total              | 56 586    | 100 %      |